# Zabré Airport
Zabré Airport är en flygplats i Burkina Faso. Den ligger i den sydöstra delen av landet, 170 km sydost om huvudstaden Ouagadougou. Zabré Airport ligger 266 meter över havet.
Terrängen runt Zabré Airport är platt. Närmaste större samhälle är Zabré, 2,4 km nordväst om Zabré Airport.
Omgivningarna runt Zabré Airport är en mosaik av jordbruksmark och naturlig växtlighet. Runt Zabré Airport är det ganska tätbefolkat, med 104 invånare per kvadratkilometer.